# Marian Zawaliński
Marian Zawaliński (ur. 2 maja 1959) – polski scenograf filmowy.
Absolwent Wydziału Architektury Wnętrz Akademii Sztuk Pięknych w Warszawie (1988). Od 1983 związany ze scenografią filmową. Laureat Grand Prix Festiwalu Teatru Polskiego Radia i Teatru Telewizji Polskiej „Dwa Teatry” 2018 za scenografię spektaklu telewizyjnego Inspekcja.

## Wybrana filmografia
jako scenograf:
- Ciemna strona Wenus (1997)
- U Pana Boga w ogródku (2007)
- Galerianki (2009)
- Trzy minuty, 21:37 (2010)
- Milczenie jest złotem (2010)
- Tajemnica Westerplatte (2013)
- Dywizjon 303. Historia prawdziwa (2019)
- Dom pod Dwoma Orłami (2021)